# Iván Romeo
Romeo  Abad est un nom espagnol. Le premier nom de famille, en général paternel, est Romeo ; le second, en général maternel, souvent omis, est Abad.
Iván Romeo Abad, né le 16 août 2003 à Valladolid, est un coureur cycliste espagnol. Il est membre de l'équipe Movistar .

## Biographie
Iván Romeo commence le cyclisme dans sa commune natale au sein de la section scolaire (7 à 13 ans) du Club Ciclista Arroyo de la Encomienda, dirigée par l'ancien professionnel Juan Carlos Domínguez. Son frère cadet Sergio pratique également ce sport en compétition,.
Double champion d'Espagne juniors en 2021, il décide de rejoindre la formation américaine Hagens Berman Axeon en 2022 pour ses débuts espoirs (moins de 23 ans).
En octobre 2022, l'équipe espagnole Movistar annonce le recrutement de Romeo avec un contrat portant de 2023 à 2025.

## Palmarès et résultats

### Palmarès par année
- 2019
  - Aiarako Bira
- 2021

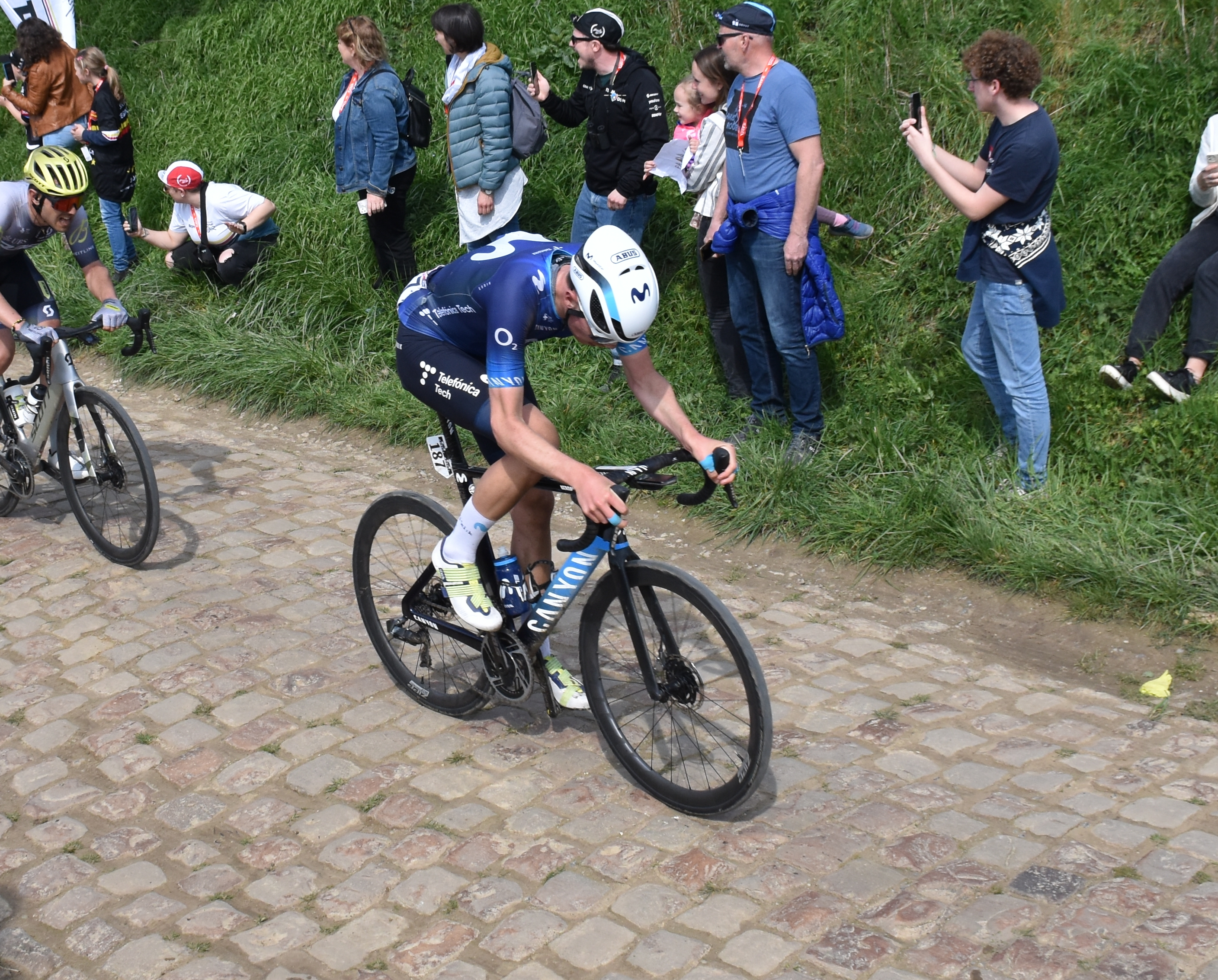
Iván Romeo lors de Paris-Roubaix 2023

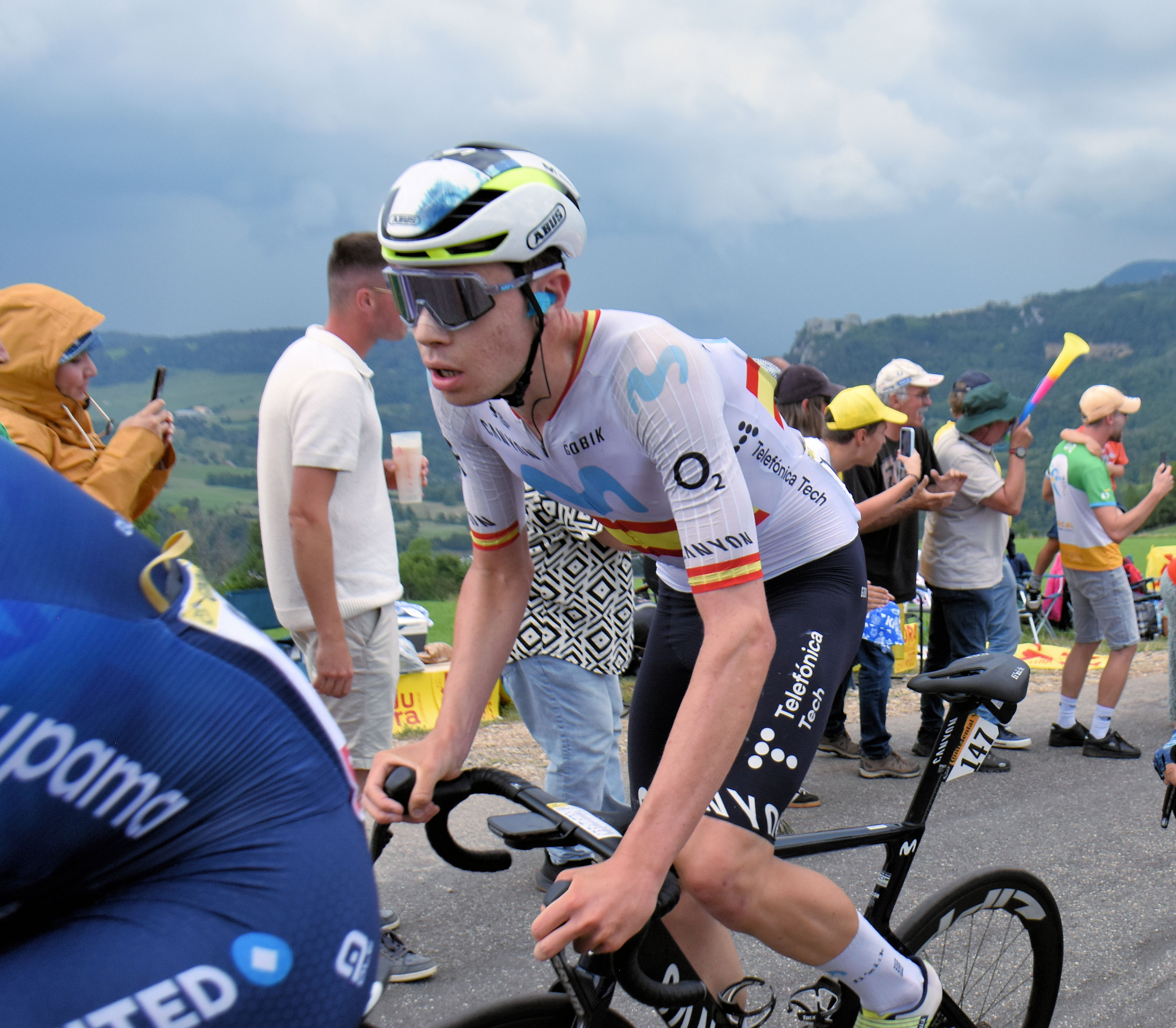
Iván Romeo sur le Tour de France 2025

  -  Champion d'Espagne sur route juniors
  -  Champion d'Espagne du contre-la-montre juniors
  - Mémorial Manolo Gloria
  - 1re étape de la Vuelta al Besaya
  - 4e étape de la Bizkaiko Itzulia
  - Tour de Valladolid juniors :
    - Classement général
    - 2e étape (contre-la-montre)

  - 3e de la Bizkaiko Itzulia
- 2022
  - 8e du championnat d'Europe du contre-la-montre espoirs
- 2023
  - 5e étape du Tour de l'Avenir
  -  Médaillé d'argent du championnat d'Europe sur route espoirs
  - 4e du championnat d'Europe du contre-la-montre espoirs
  - 8e du championnat du monde sur route espoirs
- 2024
  -  Champion du monde du contre-la-montre espoirs
  - 9e du championnat du monde sur route espoirs
- 2025
  -  Champion d'Espagne sur route
  - 3e étape du Tour de la Communauté valencienne
  - 3e étape du Critérium du Dauphiné
  - 4e du Tour des Émirats arabes unis

### Résultats sur les grands tours

#### Tour de France
1 participation
- 2025 : 107e

### Classements mondiaux
| Année                                 | 2022  |
| ------------------------------------- | ----- |
| Classement mondial                    | 1438e |
| UCI Europe Tour                       | 977e  |
|                                       |       |
| Légende : nc = non classéSource : UCI |       |